# Wilhelm Frick

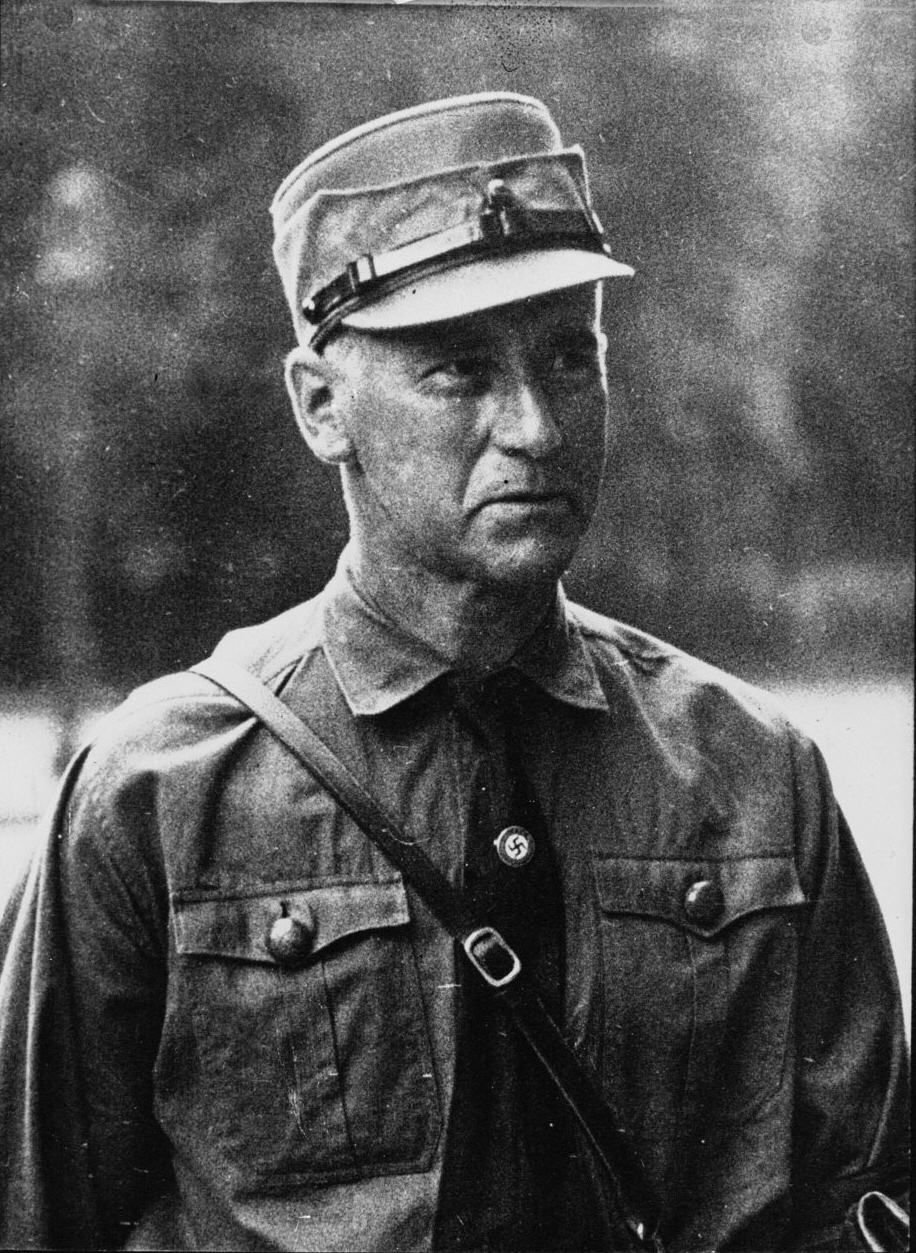
Wilhelm Frick (1933)

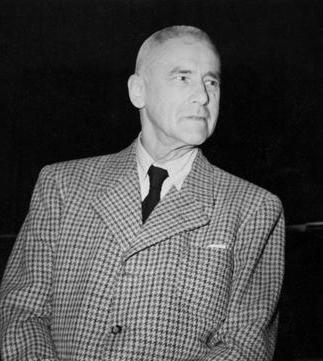
Wilhelm Frick als Angeklagter bei den Nürnberger Prozessen, 1946

Wilhelm Frick (* 12. März 1877 in Alsenz, Nordpfalz; † 16. Oktober 1946 in Nürnberg) war ein deutscher Jurist und nationalsozialistischer Politiker, der maßgeblich an Aufbau und Etablierung des NS-Staates beteiligt war. Als Leiter der politischen Polizei in München gehörte er in den 1920er Jahren zu den frühesten Förderern Adolf Hitlers und der NSDAP und war von 1933 bis 1943 Reichsminister des Innern.
Im Nürnberger Prozess gegen die Hauptkriegsverbrecher vor dem Internationalen Militärgerichtshof war Frick einer der 24 Angeklagten. Er wurde am 1. Oktober 1946 in drei von vier Anklagepunkten schuldig gesprochen, zum Tod durch den Strang verurteilt und am 16. Oktober 1946 hingerichtet.

## Leben

### Familie
Frick war das jüngste der vier Kinder des evangelischen Bezirksoberlehrers Wilhelm Frick († 1918) und dessen Frau Henriette († 1893). Am 25. April 1910 heiratete er in Pirmasens Elisabetha Emilie Nagel (27. April 1890–25. Oktober 1978), von der er am 1. Februar 1934 geschieden wurde. Aus der ersten Ehe entstammten zwei Söhne (darunter der spätere Landrat Hans Frick) und eine Tochter.
Am 12. März 1934 ehelichte er in Münchberg Margarete Schultze-Naumburg, geborene Margarete Karolina Berta Dörr (1. Februar 1896–13. Mai 1960), die bis zum 7. Februar 1934 mit dem Architekten und Reichstagsabgeordneten Paul Schultze-Naumburg verheiratet gewesen war. Aus dieser Ehe gingen die Tochter Renate Günthert (1935–2011) und Sohn Dieter Frick (1937–2007) hervor.

### Schule und Studium
Frick besuchte die Volksschule und das Gymnasium (seit 1978 Albert-Schweitzer-Gymnasium) in Kaiserslautern. Er belegte zuerst ab 1896 ein Semester Philologie an der Universität München, ehe er von 1897 bis 1900 Rechtswissenschaft an den Universitäten in Göttingen und Berlin studierte. Während seines Studiums wurde er Mitglied des Akademischen Gesangvereins München. Das Examen legte er im Jahr 1900 in München ab. Seine Promotion zum Dr. iur. folgte 1901 an der Universität Heidelberg.

### Bayerischer Staatsdienst

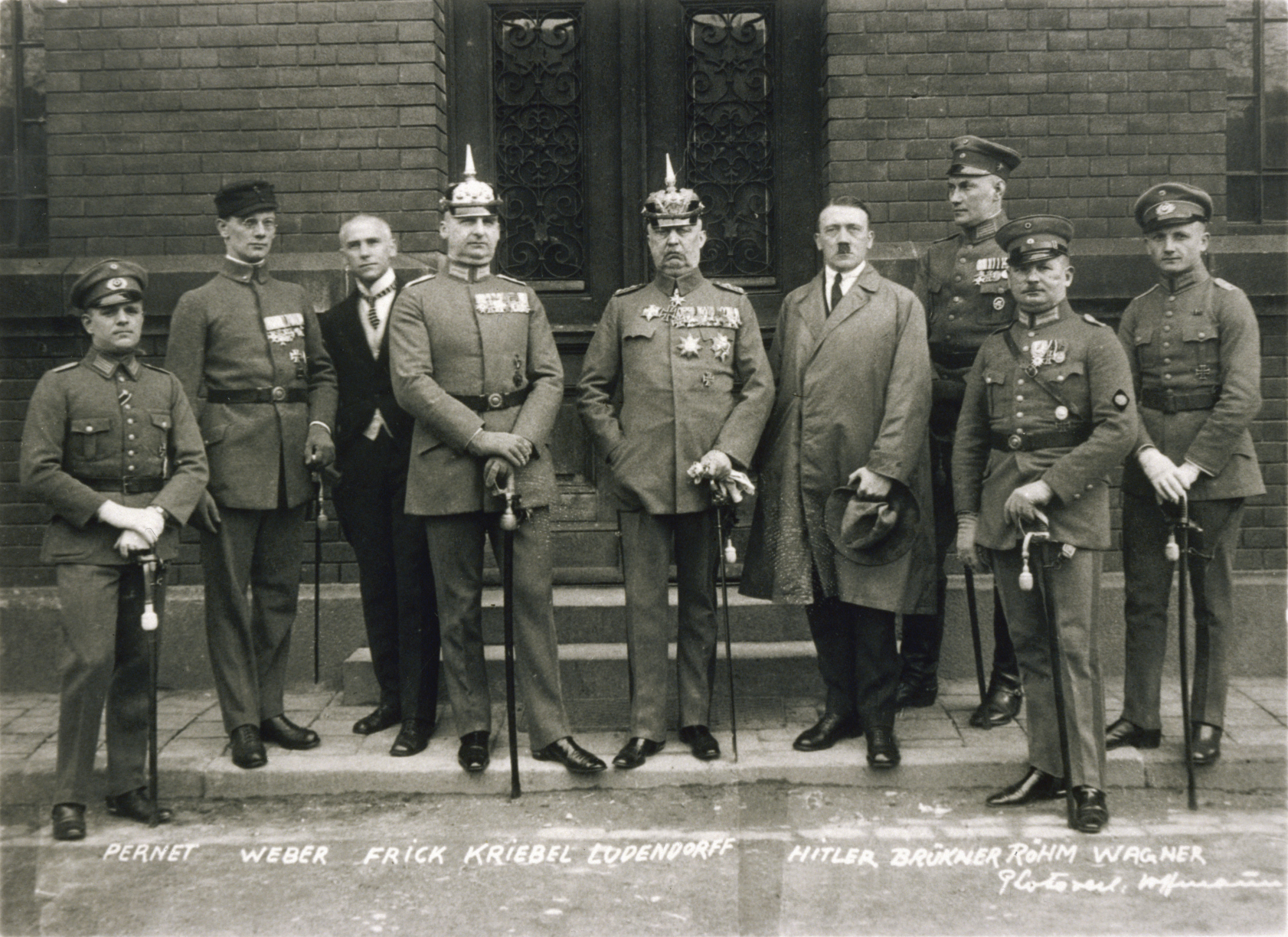
Frick als Angeklagter des Hitler-Putsches, auf dem Bild von links nach rechts: Heinz Pernet, Friedrich Weber, Wilhelm Frick, Hermann Kriebel, Erich Ludendorff, Adolf Hitler, Wilhelm Brückner, Ernst Röhm, Robert Wagner (1. April 1924)

Ab Mitte 1900 war Frick in Kaiserslautern als Rechtspraktikant (Referendar) tätig und wurde 1903 nach erfolgreichem Bestehen der Staatsprüfung für den höheren Justiz- und Verwaltungsdienst als Verwaltungsbeamter in den bayerischen Staatsdienst übernommen. Von 1904 an arbeitete er für die Kreisregierung Oberbayerns als Regierungsakzessist und als Amtsanwalt bei der Polizeidirektion in München. 1907 wurde er zum Bezirksamtsassessor ernannt und zum Bezirksamt Pirmasens versetzt, welches er ab 1914 als Amtsverweser leitete. Als untauglich ausgemustert, musste er nicht am Ersten Weltkrieg teilnehmen.
Frick wurde 1917 zum Regierungsassessor befördert und auf eigenen Wunsch erneut zur Polizeidirektion München versetzt. Anfangs leitete Frick dort die Kriegswucher-Abteilung, was seine antisemitische Einstellung mit beeinflusst haben soll, wie ein Brief an seine Schwester zeigt. 1919 wurde ihm als Bezirksamtmann die Leitung der politischen Polizei übertragen. In dieser Funktion sympathisierte er mit dem Rechtsextremismus. Er verhalf einem Freikorpsmitglied, das Morde begangen hatte, durch die Ausstellung falscher Pässe zur Flucht. 1919 lernte er über den Polizeipräsidenten Ernst Pöhner Adolf Hitler kennen und unterstützte Hitler sowie die NSDAP durch die großzügige Genehmigung von Versammlungen und Hetzplakaten. 1923 wurde er Oberamtmann und Leiter des Sicherheitsdienstes der Kriminalpolizei München.
Im November 1923 war er zusammen mit Pöhner, bis 1921 Münchener Polizeipräsident, am Hitlerputsch beteiligt. Frick sollte neuer Polizeipräsident werden. Während des Putschversuches blieb er in der Polizeidirektion und sorgte unter anderem dafür, dass die Landespolizei und der Vertreter des Polizeipräsidenten nicht sofort alarmiert wurden. Wegen „der Beihilfe zum Verbrechen des Hochverrats“ wurde er 1924 zu einer Strafe von 15 Monaten Festungshaft verurteilt, die aber nach ungefähr fünf Monaten Untersuchungshaft zur Bewährung ausgesetzt wurde. Für seine Teilnahme am Putsch wurde ihm 1935 von Hitler das Ehrenzeichen der Bewegung verliehen. Der Bayerische Disziplinarhof hob Fricks Entlassung aus dem Staatsdienst mit der Begründung auf, dass er nicht in hochverräterischer Absicht gehandelt hätte. Frick war anschließend von 1926 bis 1930 sowie von 1932 bis 1933 als Beamter im Oberversicherungsamt Münchens – zum Schluss als Regierungsrat I. Klasse – tätig.

### Mitglied des Reichstags
Nach der Reichstagswahl am 4. Mai 1924 zog Wilhelm Frick als Abgeordneter der Nationalsozialistischen Freiheitspartei – das war eine Listenverbindung der Deutschvölkischen Freiheitspartei und der verbotenen NSDAP – für den Wahlkreis 24 (Oberbayern-Schwaben) in den Reichstag ein, dem er bis 1945 angehörte. Am 1. September 1925 wurde Frick Mitglied der NSDAP (Mitgliedsnummer 10). Den Vorsitz der Reichstagsfraktion mit damals zwölf Abgeordneten übernahm er 1928. In dieser Funktion wurde er 1933 von Hitler zum Reichsleiter berufen. Seine Reichstagsreden waren geprägt von einem radikalen Antisemitismus und Rassismus sowie massiven Beschimpfungen und Beleidigungen der politischen Gegner. Durch seine destruktive Arbeit im Reichstag wirkte er maßgeblich am Untergang des Parlamentarismus der Weimarer Republik mit.

### Thüringischer Staatsminister
Am 23. Januar 1930 wurde Wilhelm Frick im Land Thüringen Staatsminister für Inneres und Volksbildung in einer Koalitionsregierung und somit der erste Minister der NSDAP zu Zeiten der Weimarer Republik. Frick war zugleich Stellvertreter des Vorsitzenden der Landesregierung Erwin Baum. Unter dem Namen Baum-Frick-Regierung wurde diese thüringische Landesregierung bekannt, eine Koalition aus Thüringer Landbund, NSDAP, Wirtschaftspartei, Deutschnationaler Volkspartei und Deutscher Volkspartei.
Frick betrieb mit Verordnungen die Entlassung von kommunistischen Lehrern und Bürgermeistern, den Personalabbau insbesondere bei den sozialdemokratischen Beamten sowie die bevorzugte Einstellung von Nationalsozialisten in die neugeschaffene Landespolizei. Am 19. März 1930 sperrte deshalb Reichsinnenminister Carl Severing (SPD) die Reichszuschüsse für die thüringische Landespolizei, was am 16. April wieder aufgehoben wurde, nachdem die Landesregierung erklärt hatte, künftig keine Nationalsozialisten in die Polizei aufzunehmen. Auch die ausländische Presse nahm diese Vorgänge wahr. Die Londoner Times beschrieb Frick anlässlich der Machtergreifung Hitlers als „wohlbekannten Innenminister in Thüringen, der sich vieler administrativer Exzentrizitäten schuldig und die Polizei zu einem Instrument der Partei gemacht hatte.“
Frick setzte gegen den Willen der Universität Jena die Berufung des Rasseforschers Hans F. K. Günther für den neugeschaffenen Lehrstuhl Sozialanthropologie durch. Sein Ziel war die Förderung der nationalsozialistischen Bewegung und Weltanschauung. Er sorgte für zeitlich begrenzte Erscheinungsverbote von kritischen Zeitungen sowie für Aufführungsverbote von Theaterstücken und Filmen mit pazifistischen Inhalten. Am 8. Februar 1930 verfügte er, dass Erich Maria Remarques Roman Im Westen nichts Neues in keiner Schule des Landes mehr gelesen werden durfte. Den im Dezember desselben Jahres erschienenen gleichnamigen Film ließ er in Thüringen noch vor dem allgemeinen Aufführungsverbot durch die Filmoberprüfstelle am 11. Dezember verbieten. Seine nationalsozialistische Art des Schulgebetes („Schenk uns des Heilandes heldischen Mut … Deutschland erwache! Herr mach uns frei!“) musste er aufgrund verfassungswidrigen Inhaltes wieder zurückziehen. An den Kunstschulen verloren zahlreiche Lehrkräfte ihren Arbeitsplatz. Im Oktober 1930 wurde die Sammlung des Weimarer Stadtschlosses von den Modernen „gesäubert“. Frick sorgte dafür, dass Werke von Paul Klee, Oskar Kokoschka, Emil Nolde und Ernst Barlach aus den Sammlungen entfernt wurden.
Nach dem erfolgreichen Misstrauensantrag der SPD vom 1. April 1931 gegen ihn und den nationalsozialistischen Staatsrat Willy Marschler folgte sein Sturz und das Ausscheiden aus der Regierung.

### Reichsminister

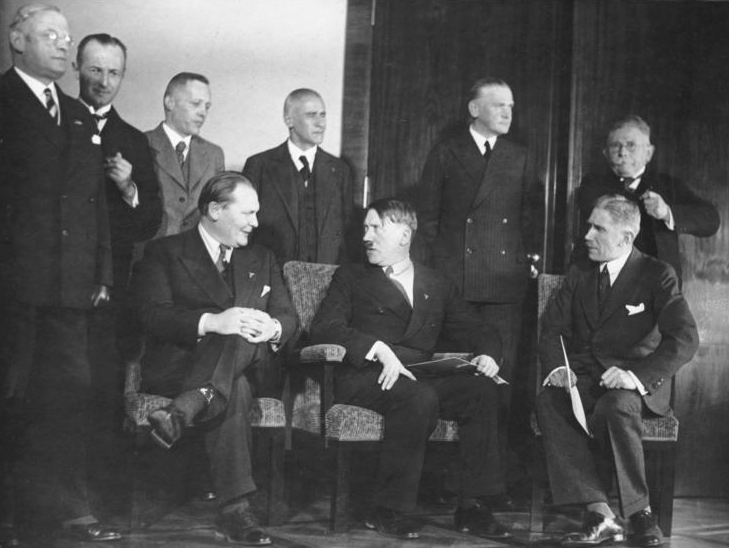
Kabinett Hitler, 2. Reihe stehend:
Franz Seldte, Günther Gereke, Lutz Graf Schwerin von Krosigk, Wilhelm Frick, Werner von Blomberg, Alfred Hugenberg; am 30. Januar 1933 in der Reichskanzlei

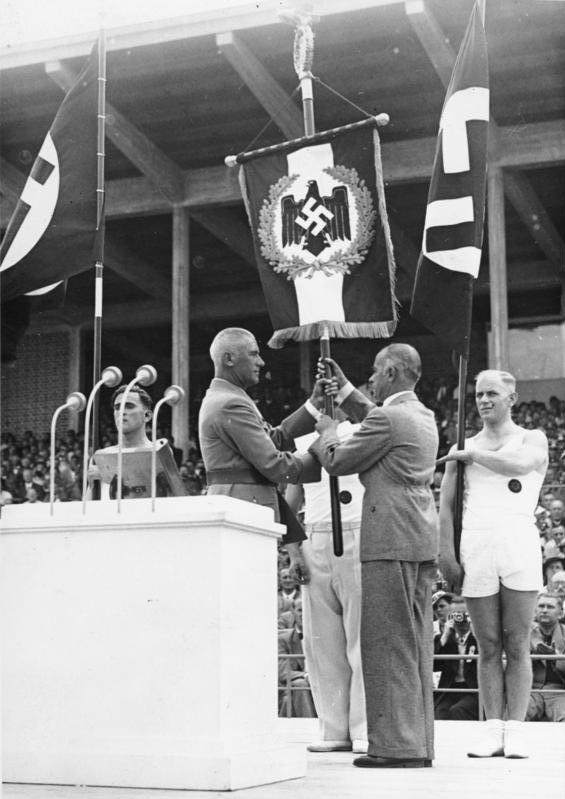
Eröffnung des Deutschen Turn- und Sportfests 1938 in Breslau durch Innenminister Frick und Reichssportführer von Tschammer

Am 30. Januar 1933 ernannte Reichspräsident Paul von Hindenburg Adolf Hitler zum Reichskanzler. Dieser holte Frick und Hermann Göring als einzige nationalsozialistische Minister in sein Kabinett. Frick bekam als Reichsminister des Innern eine Schlüsselposition und war zu diesem Zeitpunkt einer der einflussreichsten NS-Politiker. Er übernahm unter anderem die Funktion des Reichswahlleiters, der für die Durchführung der plebiszitären Reichstagswahlen zuständig war und die Vergabe der Reichstagsmandate mit beeinflusste. Im März 1933 musste er jedoch erste Sachgebiete seines Ministeriums an das für Joseph Goebbels neu eingerichtete Reichsministerium für Volksaufklärung und Propaganda abtreten. Ein Jahr später verlor er Zuständigkeiten an das neue Reichsministerium für Wissenschaft, Erziehung und Volksbildung. Allerdings wurde er zur selben Zeit zusätzlich Innenminister Preußens. So war er seit Mai 1934 in der Situation, dass er als Reichsinnenminister Vorgesetzter, als preußischer Innenminister Untergebener des kommissarischen preußischen Ministerpräsidenten Hermann Göring war. Als preußischer Minister war er qua Amt Mitglied im Preußischen Staatsrat.
Eine Beteiligung Fricks am Röhm-Putsch 1934 ist nicht dokumentiert. Er versuchte jedoch, nachträglich die Morde durch das „Gesetz über Maßnahmen der Staatsnotwehr“ zu legalisieren, das er zusammen mit Hitler und dem Reichsminister der Justiz Franz Gürtner am 3. Juli 1934 unterzeichnete. Auf der anderen Seite ist bekannt, dass Frick sich 1935 wie seine Kabinettskollegen Gürtner, Neurath und Blomberg für die von der Gestapo festgehaltenen Rechtsanwälte einsetzte, die die Witwe des im Zuge der politischen Säuberungswelle beim Röhm-Putsch ermordeten katholischen Politikers und früheren Leiters der Polizeiabteilung im preußischen Innenministerium Erich Klausener vertraten.
1935 wurde das Reichsministerium für die Kirchlichen Angelegenheiten gegründet, womit wiederum Fachressorts des Innenministeriums wegfielen. Besonders durch die Ernennung Heinrich Himmlers zum Chef der Deutschen Polizei im Jahr 1936 verlor Frick entscheidende Machtbefugnisse. Die Universität Freiburg ernannte ihn am 12. Mai 1939 zum Ehrensenator und erhoffte sich dadurch eine strategische Bindung. Am 9. September 1939 wurde die Zivilverwaltung auf Kriegsbedingungen umgestellt. Frick wurde Generalbevollmächtigter für die Reichsverwaltung, dadurch war er auch Mitglied im Reichsverteidigungsrat. 1942 erhielt er von Hitler anlässlich seines 65. Geburtstags eine Dotation in Höhe von 250.000 Reichsmark.

#### Mitwirkung bei der Gleichschaltung
Durch eine Vielzahl der von ihm eingebrachten Verordnungen und Gesetze wirkte Frick als Reichsinnenminister maßgebend mit am rigorosen Abbau der bürgerlichen Demokratie und der in der Weimarer Republik entwickelten Gesetzlichkeit mit dem Ziel, die Weimarer Verfassung völlig auszuhöhlen sowie die erfolgte Machtübernahme der NSDAP endgültig abzusichern. So wurde schon am 4. Februar 1933 durch die Regierung eine von Frick vorgelegte Verordnung des Reichspräsidenten zum Schutze des Deutschen Volkes erlassen, die die Versammlungs- und Pressefreiheit massiv einschränkte und den Reichsminister des Innern als Entscheidungsinstanz festlegte. Mit der nach dem Reichstagsbrand am 28. Februar verabschiedeten Verordnung des Reichspräsidenten zum Schutz von Volk und Staat ließ er Grundrechte der Weimarer Verfassung außer Kraft setzen und entmachtete ohne Rechtsgrundlage die nicht-nationalsozialistischen Landesregierungen durch ihm unterstellte Reichskommissare. Eine analoge Gleichschaltung erfolgte auf seine Veranlassung in den ihm untergeordneten Arbeitsbereichen seines Ministeriums, vor allem aber innerhalb der Polizei und des Bildungsbereiches durch Ausschaltung „unliebsamer“ Personen sowie die Einsetzung von „treu ergebenen“ Nationalsozialisten in Entscheidungsbereiche. Bei der Verabschiedung des Ermächtigungsgesetzes am 23. März durch eine Mindestanzahl von 2/3 der Reichstagsmitglieder gab Frick die Anregung zu einer Änderung der Geschäftsordnung, nach der „als anwesend auch die unentschuldigt fehlenden Abgeordneten“ gelten sollten. Am 31. März sorgte er mit dem ersten Gleichschaltungsgesetz dafür, dass die Reichstagswahlergebnisse vom 5. März 1933 – ohne die Stimmen für die KPD – auf die Länderparlamente übertragen wurden. Am 7. April wurde das Zweite Gesetz zur Gleichschaltung der Länder mit dem Reich verabschiedet, auf dessen Basis die Länder – durch das Einsetzen von Reichsstatthaltern – endgültig entmachtet wurden.
Als Innenminister war er auch für die Spitzensportförderung zuständig. Er sah die Chance hier die Gleichschaltung modellhaft in einer Weise vorzuführen, dass auch der unpolitische Teil der Bevölkerung schnell den Vorteil der Vereinheitlichung (bei Ausschluss von Juden und Kommunisten) sehen konnte. Die erfolgreiche Vorbereitung der Athleten auf die Olympischen Sommerspiele in Berlin und der Olympischen Winterspiele 1936 in Garmisch-Partenkirchen erfolgte unter seiner Verantwortung, da er den Reichssportführer als Staatssekretär in seinem Ministerium führte und besoldete.

#### Mitwirkung bei der Rassenpolitik

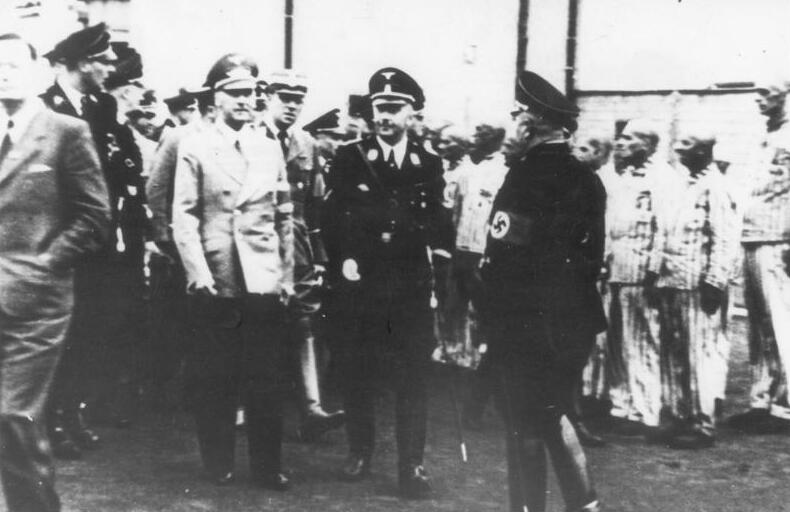
Wilhelm Frick und Heinrich Himmler im KZ Sachsenhausen, 1936

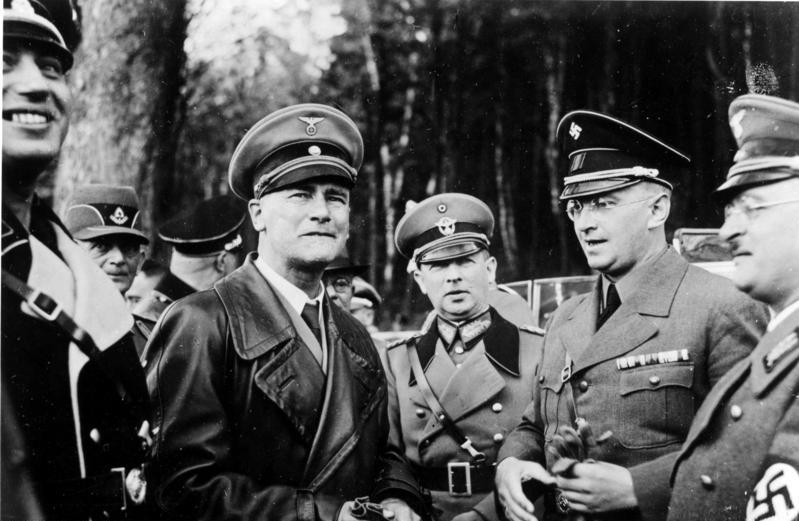
Frick 1938, auf dem Bild von links nach rechts: Wilhelm Stuckart, Wilhelm Frick, Adolf von Bomhard, Konrad Henlein, Hans Krebs

Mit großem Engagement sorgte Frick für die Gesetze zur Umsetzung der nationalsozialistischen Rassenideologie, die er immer wieder in seinen Reichstagreden propagiert hatte. Schon am 7. April 1933 trat unter seiner Federführung das Gesetz zur Wiederherstellung des Berufsbeamtentums in Kraft, was insbesondere ein Berufsverbot für jüdische, aber auch kommunistische Beamte beinhaltete. Die meisten Darstellungen folgen den Aussagen Bernhard Löseners und gehen davon aus, dass Frick an den Nürnberger Rassegesetzen von 1935 nur marginal beteiligt war. Laut einer 1992 erschienenen Untersuchung des Historikers Günter Neliba soll Frick am Entwurf der Gesetze stärker beteiligt gewesen sein als bis dahin angenommen.
Zum 1. Januar 1934 trat das Gesetz zur Verhütung erbkranken Nachwuchses, welches „zum Nutzen der Volksgesundheit“ die Zwangssterilisation beinhaltete, in Kraft. Eine Vielzahl ähnlicher Gesetze sollte noch folgen. Auch wenn 1940 das sogenannte Euthanasiegesetz nicht in Kraft trat, so wurden doch ohne gesetzliche Grundlage die Krankenmorde im Nationalsozialismus mit der Kenntnis Fricks unter dem später bekannten Namen Aktion T4 durchgeführt. Die Abteilung IV Volksgesundheit des Reichsministeriums des Innern hatte Weisungsbefugnis über die Psychiatrischen Anstalten und unterstützte die Anstaltstötungen organisatorisch.

### Differenzen mit Hitler und Entmachtung
Hitler ersetzte Frick am 20. August 1943 als Reichsinnenminister durch Himmler. Ein konkreter Anlass dazu ist nicht überliefert. Frick behauptete als Angeklagter im Nürnberger Prozess gegen die Hauptkriegsverbrecher, er habe bereits ab 1937 keinen direkten Zugang mehr zu Hitler gehabt. Dies stimmt nachweislich nicht mit den Tatsachen überein, könnte aber, über eine bloße Schutzbehauptung hinaus, Fricks Eindruck entsprochen haben. Tatsächlich hat Hitler ab 1940 wichtige Sachfragen mit Frick nicht mehr besprochen und war wiederholt auf dessen Vortragswünsche nicht eingegangen. Hitler soll 1942 angemerkt haben, Frick sei nicht konsequent genug nationalsozialistisch und könne mit der Entwicklung nicht Schritt halten. Diese und weitere negative Äußerungen Hitlers über Frick sind unter anderem mehrfach in Goebbels’ Tagebüchern dokumentiert.
Dass Hitler von Frick Abstand nahm, wird insbesondere auf eine von Frick angestrebte Reichsreform zurückgeführt, die klarere Strukturen innerhalb sowie zwischen den Ministerien und Behörden vorsah, was auch die Auflösung diverser von Frick als überflüssig erachteter Behörden und Funktionärspositionen mit eingeschlossen hätte. Dies rief naturgemäß Misstrauen und Widerstand im erweiterten Führungskreis des Regimes hervor, lief aber vor allem auch Hitlers Führungsstil entgegen, der das amorphe Gebilde des Regimes mit untereinander konkurrierenden Behörden und teilweise unklaren Zuständigkeiten konservieren wollte.
Frick behielt zwar weiterhin den Rang eines Reichsministers, wurde aber als Reichsprotektor von Böhmen und Mähren 1943 nach Prag abgeschoben. Als Reichsprotektor hatte Frick eine repräsentative Funktion; die eigentliche Macht hatte der „Deutsche Staatsminister für das Protektorat“, der Leiter der Verwaltung Karl Hermann Frank, inne. Da sich Frick der Bedeutungslosigkeit seiner neuen Funktion voll bewusst war, lehnte er sie zunächst ab, beugte sich jedoch schließlich Hitlers Diktat. Oft hielt er sich in dieser Zeit an seinem privaten Wohnsitz in Kempfenhausen am Starnberger See auf.

### Nürnberger Prozess
Nach seiner Verhaftung im Jahre 1945 wurde Frick zusammen mit anderen NSDAP-Größen und hochrangigen Angehörigen der Wehrmacht im Camp Ashcan im luxemburgischen Bad Mondorf interniert und verhört. Im August 1945 folgte die Überstellung nach Nürnberg, wo er im Nürnberger Prozess gegen die Hauptkriegsverbrecher angeklagt war. Ihm wurde gemeinsamer Plan oder Verschwörung (1), Verbrechen gegen den Frieden (2), Kriegsverbrechen (3) und Verbrechen gegen die Menschlichkeit (4) vorgeworfen. Wie zuvor Rudolf Heß ließ er sich nicht mündlich unter Eid vernehmen und somit keinem Kreuzverhör unterziehen. Am 1. Oktober 1946 wurde er vom Internationalen Militärgerichtshof in den Anklagepunkten 2, 3 und 4 für schuldig befunden und zum Tode durch den Strang verurteilt. In seinem Schlusswort zeigte Frick keine Einsicht und sagte: „Der Anklage gegenüber habe ich ein reines Gewissen. Mein ganzes Leben war Dienst an Volk und Vaterland. Ihnen habe ich meine beste Kraft in treuester Pflichterfüllung gewidmet. Ich bin überzeugt, dass kein patriotischer Amerikaner oder Angehöriger eines anderen Landes in gleicher Lage seines Landes an meiner Stelle anders gehandelt hätte. Denn jede andere Handlungsweise wäre Bruch meines Treueides, Hoch- und Landesverrat gewesen.“
Am 16. Oktober 1946 wurde Frick im Nürnberger Justizgefängnis hingerichtet, ebenso neun andere Verurteilte des Prozesses. Die Leichname wurden einen Tag später im Städtischen Krematorium München eingeäschert und die Asche in den Wenzbach, einen Zufluss der Isar, gestreut.
In der Sowjetischen Besatzungszone wurden sämtliche Schriften von Frick wegen ihres nationalsozialistischen Inhaltes auf die Liste der auszusondernden Literatur gesetzt.

## Überlieferung
Fricks persönliche Papiere werden heute als eigener Bestand (N 1241) in der Koblenzer Dienststelle des Bundesarchivs verwahrt. Diese umfassen personelle Unterlagen sowie private und Familienkorrespondenz. Im Bestand des ehemaligen Berlin Document Center (BDC), der in der Berliner Dienststelle des Bundesarchivs verwahrt wird, hat sich die Parteikorrespondenz der NSDAP zu Frick erhalten (R 9361-II/258301). Diese Akte ist vom Archiv digitalisiert worden und kann von jedermann barrierefrei über die invenio-Datenbank des Archivs abgerufen und gelesen werden.

## Veröffentlichungen
- Die Nationalsozialisten im Reichstag 1924–1928. München 1928.
- Erziehung zum lebendigen Volke. Berlin 1933.
- Bevölkerungs- und Rassenpolitik: Ansprache des Reichsministers des Innern Dr. Frick auf der ersten Sitzung des Sachverständigenbeirats für Bevölkerungs- und Rassenpolitik am 28. Juni 1933, Beyer Verlag Langensalze 1933.
- Kampfziel der deutschen Schule: Ansprache des Reichsministers des Innern auf der Ministerkonferenz am 9. Mai 1933, Beyer Verlag Langensalza 1933.
- Der Neuaufbau des Reichs. Berlin 1934.
- Die deutsche Frau im nationalsozialistischen Staate. Langensalza 1934.
- Wir bauen das Dritte Reich. Oldenburg 1934.
- Student im Volk. Völkische Aufgaben der Hochschulen. Langensalza 1934.
- Die Rassengesetzgebung des Dritten Reiches, Eher Verlag München 1934.
- Ein Volk – ein Reich. Zur Verkündung der Reichsreform. Langensalza 1934.
- Nordisches Gedankengut im Dritten Reich. München 1936.
- Die Aufgabe der Zeitung in der deutschen Bevölkerungspolitik: Ansprache des Wilhelm Frick bei der Eröffnung des siebenten zeitungsfachlichen Fortbildungskursus im Institut für Zeitungswissenschaften an der Universität Berlin am 21. November 1935, Reichsdruckerei Berlin 1936.
- Freiheit und Bindung der Selbstverwaltung. München 1937.
- Prag und Moskau, zusammen mit Hans Krebs, Eher Verlag München 1938.
- Deutsches Volkstum im Ausland: Schrifttum u. Dokumente; Ausstellung d. Volksbundes für d. Deutschtum im Ausland; Eröffnung: 21. Mai 1938, Hopfer Verlag Burg bei Magdeburg 1938
- Die Verwaltung im Kriege. Freiburg im Breisgau 1940.
- Kriegsaufgaben der staatlichen Verwaltung: Vortrag, Nordische Rundschau Kiel 1941.